# Bliedersdorf
Bliedersdorf település Németországban, azon belül Alsó-Szászország tartományban. Lakosainak száma 1848 fő (2023. december 31.). Bliedersdorf Nottensdorf és Horneburg községekkel határos.

## Népesség
A település népességének változása:
| Lakosok száma | 1711 | 1720 | 1725 | 1820 | 1831 | 1848 |
|               | 2010 | 2016 | 2019 | 2021 | 2022 | 2023 |